# Хатан Бахебри
Хатан Султан Бахебри (арап. هتان باهبري‎, романизовано Hattan Sultan Bahebri; Џеда, 16. јул 1992) професионални је саудијски фудбалер који игра у средини терена на позицији офанзивног везног играча.

## Клупска каријера
Професионалну каријеру започео је у редовима Ал Итихада из родне Џеде, за чији први тим је дебитовао у националном првенству у септембру 2011. године. Две сезоне је играо као позајмљен играч у Ал Халиџу, а од јула 2016. игра у екипи Ал Шабаба. 

## Репрезентативна каријера
За сениорску репрезентацију Саудијске Арабије дебитовао је 25. децембра 2017. на утакмици Заливског купа против  селекције УАЕ.  
Био је део националног тима и на Светском првенству 2018. у Русији, где је одиграо све три утакмице у групи А.

## Успеси и признања
ФК Ал Итихад
- Саудијски куп (1): 2012/13.